# Parafia św. Stanisława biskupa w Stanisławicach
Parafia św. Stanisława biskupa w Stanisławicach – jedna z 9 parafii rzymskokatolickich dekanatu kozienickiego diecezji radomskiej.

## Historia
Parafia została erygowana 1 września 1989 przez bp. Edwarda Materskiego z wydzielonego terenu parafii Świętego Krzyża w Kozienicach. Kościół, według projektu arch. Zbigniewa Lombardzkiego, zbudowany został w latach 1987 - 1991 staraniem ks. Stefana Siedleckiego i ks. Kazimierza Marchewki. Poświęcił go w stanie surowym 1 września 1991 bp. Edward Materski, a konsekrował 1 września 1996 bp. Stefan Siczek. Kościół jest zbudowany z czerwonej cegły.

## Proboszczowie
- 1989 - 2000 - ks. Kazimierz Marchewka
- 2000 - 2008 - ks. kan. Sylwester Szefliński
- 2008 - 2016 - ks. Stanisław Jerzy Lachtara
- 2016 - nadal - ks. Rafał Kopacz

## Terytorium
Do parafii należą: Stanisławice.